# Homer's Crossing
«Homer's Crossing» (titulado «El cruce de Homero» en Hispanoamérica y «La acera de Homer» en España) es el estreno de la trigésimo quinta temporada de la serie de televisión animada estadounidense Los Simpson, y el 751 en total. Se emitió en los Estados Unidos en Fox el 1 de octubre de 2023. El episodio fue dirigido por Steven Dean Moore y escrito por César Mazariegos.
En este episodio, Homer se convierte en guardia de cruce pero empieza a abusar de sus poderes. El episodio recibió críticas positivas.

## Trama
Cuando Otto desaparece con el autobús escolar tras consumir drogas, se celebra una reunión para decidir si obligar a los padres a llevar a sus hijos al colegio en coche o dejarles ir andando. Eligen dejar que los niños vayan andando al colegio, y Homer se ofrece voluntario accidentalmente para ser guardia de cruce. En la central eléctrica, Homer se da cuenta de que su puesto de trabajo es falso porque sus compañeros no confían en sus habilidades. En su primer día como guardia de cruce, los niños se ríen de él, pero salva a Ralph de ser atropellado en la calle.
Homer se convierte en un héroe por salvar a Ralph, y el alcalde Quimby le da a Homer financiación para él y para contratar a más gente. El equipo de Homer empieza a controlar el paso de peatones, impidiendo que nadie, incluido el jefe Wiggum, cruce sin su permiso. Un día, cuando se producen varios acontecimientos importantes a la vez en la Escuela Primaria de Springfield, los guardias del paso de peatones no pueden manejar el caos. En una reunión municipal, Homer afirma que puede evitar que el problema se repita recibiendo más fondos. Aunque el jefe Wiggum protesta, Quimby está de acuerdo con Homer.
Homer empieza a comprar armas y exige comidas gratis en los restaurantes. Cuando Quimby intenta reducir el presupuesto de los guardias de cruce, Homer amenaza a Quimby. Wiggum y la policía deciden luchar contra Homer y los guardias de cruce en la calle. Sin embargo, Otto regresa y golpea a Homer con el autobús escolar. La policía se niega a detener a Otto. En el hospital, Lisa espera que Homer aprenda de la experiencia.

## Producción
El episodio se adelantó en un extenso tráiler de la trigésimo quinta temporada, el 11 de septiembre de 2023.

## Lanzamiento
El episodio se emitió simultáneamente en Estados Unidos en todas las zonas horarias a las 20.00 h ET/5.00 h PT.

## Recepción

### Audiencia
El episodio, que se emitió en un programa doble de la NFL, obtuvo una audiencia de 1,1 con 3,58 millones de espectadores, siendo el programa más visto de Fox esa noche.

### Respuesta de la crítica
John Schwarz de Bubbleblabber dio al episodio un 7 sobre 10, le gustaron los gags y una escena de lucha similar a una de Anchorman: The Legend of Ron Burgundy (2004), pero criticó la decadencia percibida de las voces de Marge Simpson de Julie Kavner y Otto de Harry Shearer. Michael Boyle de /Film pensó que el episodio era una forma entretenida de comentar el tema de la financiación de la policía. Destacó la escena en la que el alcalde Quimby da más dinero a Homer para solucionar el problema de los guardias de tráfico. A John Anderson de The Wall Street Journal le gustaron los diálogos y los chistes visuales del episodio. Destacó el encuentro de ambas cualidades con el chiste sobre el restaurante «Brunchhausen by Loxy».